# Norwood (Illinois)
Norwood – wieś w Stanach Zjednoczonych, w stanie Illinois, w hrabstwie Peoria.